# Завражье (Ореховское сельское поселение)
Завражье — деревня в Ореховском сельском округе Ореховского сельского поселения Галичского района Костромской области России.

## География
Деревня расположена у главного хода Транссибирской магистрали, недалеко от станции Россолово, на берегу речки Щадеевка.

## История
Согласно Спискам населенных мест Российской империи в 1872 году деревня относилась к 1 стану Галичского уезда Костромской губернии. В ней числилось 6 дворов, проживало 23 мужчины и 25 женщин.
Согласно переписи населения 1897 года в деревне проживало 54 мужчины и 61 женщина.
Согласно Списку населенных мест Костромской губернии в 1907 году деревня относилась к Ногатинской волости Галичского уезда Костромской губернии. По сведениям волостного правления за 1907 год в ней числилось 19 крестьянских дворов и 115 жителей. Основными занятиями жителей деревни, помимо земледелия, были малярный и плотницкий промыслы и сельскохозяйственные работы.
До муниципальной реформы 2010 года деревня также входила в состав Ореховского сельского поселения.